# San Antonio (Florida)
San Antonio es una ciudad ubicada en el condado de Pasco en el estado estadounidense de Florida. En el Censo de 2010 tenía una población de 1.138 habitantes y una densidad poblacional de 333,37 personas por km².

## Geografía
San Antonio se encuentra ubicada en las coordenadas 28°20′23″N 82°16′44″O / 28.33972, -82.27889. Según la Oficina del Censo de los Estados Unidos, San Antonio tiene una superficie total de 3.41 km², de la cual 3.41 km² corresponden a tierra firme y (0%) 0 km² es agua.

## Demografía
Según el censo de 2010, había 1.138 personas residiendo en San Antonio. La densidad de población era de 333,37 hab./km². De los 1.138 habitantes, San Antonio estaba compuesto por el 96.49% blancos, el 1.05% eran afroamericanos, el 0% eran amerindios, el 0.44% eran asiáticos, el 0% eran isleños del Pacífico, el 1.05% eran de otras razas y el 0.97% pertenecían a dos o más razas. Del total de la población el 6.06% eran hispanos o latinos de cualquier raza.